# 広島高等検察庁松江支部
広島高等検察庁松江支部（ひろしまこうとうけんさつちょうまつえしぶ）は、島根県松江市にある広島高等検察庁の支部。略称は、広島高検松江支部（ひろしまこうけんまつえしぶ）。

## 概説
広島高等検察庁松江支部は、島根県松江市にある日本の広島高等検察庁の支部である。島根県・鳥取県の2県を管轄している。なお、広島県、山口県については広島高等検察庁本庁が、岡山県については広島高等検察庁岡山支部が管轄している。

## 所在地
島根県松江市母衣町50 松江法務総合庁舎

## 沿革
- 1948年（昭和23年） 開庁。

## 管轄区域
島根県および鳥取県全域。